# Xi2 Ceti
Xi2 Ceti (ξ2 Cet / 73 Ceti / HD 15318) es una estrella en la constelación de Cetus de magnitud aparente +4,28. Aunque comparte la denominación de Bayer Xi con Xi1 Ceti, no existe relación física entre las dos estrellas. Mientras que Xi2 Ceti se encuentra a 193 años luz del sistema solar, Xi1 Ceti está casi al doble de distancia.
Xi2 Ceti es una estrella blanco-azulada catalogada como gigante de tipo espectral B9III.
Con una temperatura efectiva de 10.420 K, su luminosidad —incluyendo la radiación emitida como luz ultravioleta— es 74 veces mayor que la solar.
Su radio, 2,6 veces más grande que el radio solar, así como la teoría de estructura estelar, muestran que Xi2 Ceti, más que una gigante, es una estrella de la secuencia principal con una edad aproximada de 225 millones de años.
Gira sobre sí misma con una velocidad de rotación proyectada de 57 km/s y su período de rotación es igual o menor de 2,6 días.
Xi2 Ceti muestra ciertas peculiaridades en su composición elemental. Su abundancia relativa de hierro parece ser un 45% más elevada que en el Sol, mientras que el contenido de calcio es la mitad que en nuestra estrella.
Por su parte, la abundancia de helio corresponde aproximadamente a 2/3 de la encontrada en el Sol.